# Ioan I Lemigius
Ioan I Lemigius (sau Joannes Lemigius Thrax) (d. 615) a fost exarh bizantin de Ravenna de la 611 la 615.
Ioan a fost numit exarh de Ravenna prin înlocuirea din această funcție a lui Smaragdus. Se pare că el a reușit să evite confruntarea directă cu longobarzii de-a a lungul întregului său mandat.
În 615, Ioan a fost asasinat de către un grup de funcționari. Liber Pontificalis notează că una dintre primele măsuri luate de succesorul său, Eleutherius, a fost să îi execute pe cei care au jucat vreun rol în asasinarea lui Ioan Lemigius.